# Itapiranga (Amazonas)
Itapiranga es un municipio brasilero del estado del Amazonas.

## Toponimia
Itapiranga es un término de origen indígena que significa "piedra bermeja". Viene del tupí o nheengatu itá: piedra; y piranga: bermeja.

## Geografía
Itapiranga es un municipio amazonense que se encuentra en plena cuenca hidrográfica del Río Amazonas. Es bañada tanto por el río Urubú, como por uno de los innumerables paranás del Río Amazonas, nombrado como Paraná de Itapiranga.
Hace frontera directa con Silves y s próxima a São Sebastião del Uatumã y Urucará.
A pesar de no estar tan próximo, tiene conexiones fáciles con el río Uatumã, en el cual a pesca del tucunaré es bastante apreciada.
Se localiza en la latitud 02º44'56" sur y longitud 58º01'19" oeste, estando a una altitud de 43 metros. Su población estimada en 2007 es de 9.141 habitantes.
Posee un área de 4.249,629 km².